# Bandstjärtad manakin
Bandstjärtad manakin (Pipra fasciicauda) är en fågel i familjen manakiner inom ordningen tättingar.

## Utseende och läte
Bandstjärtad manakin är en liten manakin. Hanen är lysande gul med svart på vingar och rygg, rött på hjässan och även en varierande röd anstrykning på bröstet. Den har även ett vitt band på stjärten som gett den sitt namn och som syns bäst i flykten. Honan är matt olivgul med något gulare buk. Jämfört med andra manakinhonor har denna art vitt öga och är generellt gulare. Hanens sång består av en fallande vissling.

## Utbredning och systematik
Bandstjärtad manakin delas in i fem underarter med följande utbredning:
- Pipra fasciicauda calamae – västra centrala Brasilien nära övre Rio Madeira och nordvästligaste Mato Grosso
- Pipra fasciicauda saturata – sydöstra sluttningen i centrala Anderna i Peru (San Martín och södra Loreto)
- Pipra fasciicauda purusiana – tropiska östra Peru (södra till Cusco) och intilliggande västra Amazonas Brasilien
- Pipra fasciicauda fasciicauda – tropiska sydöstra Peru (Puno) och nordöstra Bolivia
- Pipra fasciicauda scarlatina – norra Bolivia, sydöstra Brasilien, östra Paraguay och nordöstra Argentina

## Levnadssätt
Bandstjärtad manakin hittas i låglänta regnskogar. Där ses den i undervegetationen i högväxt i skog likväl som i stånd av bambu.

## Status och hot
Arten har ett stort utbredningsområde, men tros minska i antal, dock inte tillräckligt kraftigt för att den ska betraktas som hotad. Internationella naturvårdsunionen IUCN listar arten som livskraftig (LC).